# Daniel Frei (Politikwissenschaftler)

Daniel Frei (1983)

Daniel Frei (* 29. Oktober 1940 in St. Gallen; † 1. August 1988 in Zürich) war ein Schweizer Politikwissenschaftler.
StudIum der Geschichte an der Universität Zürich und 1964 Promotion. Danach weiteres Studium an der London School of Economics und am Institut universitaire de hautes études internationales in Genf, 1968 Habilitation an der Uni Zürich. Dort wurde 1971 Frei Professor für Politikwissenschaft „mit besonderer Berücksichtigung der internationalen Beziehungen“.
Frei forschte „zur Sicherheitspolitik und den Ost-West-Beziehungen“ und trieb dadurch „die Entwicklung der Politikwissenschaft in der Schweiz massgeblich“ voran. In seinen zahlreichen Veröffentlichungen beschäftigte er sich auch mit Fragen der Kriegsverhütung, Abrüstung, der Gefahr eines Atomkriegs und den Vereinten Nationen.

„Ab Mitte der 1970er Jahre galt er als der profilierteste deutschschweizerische Vertreter seines Faches.“

Ab 1986 war Frei Mitglied des IKRK.

## Veröffentlichungen (Auswahl)
Monographien
- Dimensionen neutraler Politik. Ein Beitrag zur Theorie der internationalen Beziehungen. Droz, Genève 1969 (Habilitationsschrift Universität Zürich).
- Kriegsverhütung und Friedenssicherung. Eine Einführung in die Probleme der internationalen Beziehungen. Huber, Frauenfeld/Stuttgart 1970.
- Sicherheit. Grundfragen der Weltpolitik. Kohlhammer, Stuttgart 1977, ISBN 3-17-004248-3.
- (mit Christian Catrina): Risks of unintentional nuclear war. UNIDIR, United Nations Institute for Disarmament Research, Geneva 1982, ISBN 92-9045-003-7.
- Internationale Zusammenarbeit. Theoretische Ansätze und empirische Beiträge. Hain, Königstein/Ts. 1982, ISBN 3-445-02221-6.
- Friedenssicherung durch Gewaltverzicht? Eine kritische Überprüfung alternativer Verteidigungskonzepte. Verlag SOI, Bern 1983, ISBN 3-85913-119-2.
- (mit Christian Catrina): Der ungewollte Atomkrieg. Eine Risiko-Analyse. C. H. Beck, München 1983, ISBN 3-406-09282-9.
- (mit Dieter Ruloff): East-West relations. Zwei Bände. Oelgeschlager, Gunn & Hain, Cambridge 1983, ISBN 0-89946-136-0.
- Assumptions and perceptions in disarmament. United Nations, New York 1984, ISBN 92-9045-006-1.
- (mit Dieter Ruloff): Handbuch der weltpolitischen Analyse. Methoden für Praxis, Beratung und Forschung. Rüegger, Diessenhofen 1984, ISBN 3-7253-0211-1 (2. überarb. Aufl. 1988, ISBN 3-7253-0323-1).
- Feindbilder und Abrüstung. Die gegenseitige Einschätzung der UdSSR und der USA. C. H. Beck, München 1985, ISBN 3-406-30862-7.
- Perceived images. US and Soviet assumptions and perceptions in disarmament. Rowman and Allanheld, Totowa, NJ 1986, ISBN 0-8476-7443-6.
- Die Organisation der Vereinten Nationen (UNO). Eine Einführung in 15 Vorlesungen (= Zürcher Beiträge zur politischen Wissenschaft, Bd. 15). Hrsg. u. redigiert von Dieter Ruloff. Rüegger, Grüsch 1990, ISBN 3-7253-0-380-0.

Aufsätze
- Neutrality and non-alignment. Convergencies and contrasts. In: Korea and world affairs, Bd. 3 (1979), H. 3, S. 275–286.

- Kriegsverhütung durch Neutralität? In: Beiträge zur Konfliktforschung, Bd. 11 (1981), H. 4, S. 37–55.

- Friedenssicherung durch Gewaltverzicht. Frieden schaffen ohne Waffen. In: Aus Politik und Zeitgeschichte, Bd. 33 (1983), H. 15–16, S. 3–31.
- Sowjetische und amerikanische Feindbilder. Die kognitiven Grundlagen der Ost-West-Beziehungen. In: Aus Politik und Zeitgeschichte, Bd. 36 (1986), H. 5, S. 28–37.
- Sicherheit und Vertrauensbildung. Theoretische Aspekte. In: Jörg Calließ (Hrsg.): Abrüstung und Strukturwandel. Wege zu einer Neuordnung des europäischen Sicherheitssystems. Evangelische Akademie Loccum, Rehburg-Loccum 1990, S. 347–369, ISBN 3-8172-1689-0.

als Herausgeber bzw. Mitautor
- (Hrsg.): Theorien der internationalen Beziehungen. Piper, München 1973, ISBN 3-492-02036-4 (2. überarb. Auflage 1977, ISBN 3-492-02279-0).
- (Hrsg.): Überforderte Demokratie? Schulthess, Zürich 1978, ISBN 3-7255-1884-X.
- (Hrsg.): International crises and crisis management. Saxon House, Westmead 1978, ISBN 0-566-00186-1.
- (Hrsg.): Machtpolitik in der heutigen Welt. Schulthess, Zürich 1979, ISBN 3-7255-1844-X.
- (Mitautor): Weltbild und Aussenpolitik. Untersuchungen zur aussenpolitischen Meinungsbildung im schweizerischen Parlament (= Zürcher Beiträge zur politischen Wissenschaft, Bd. 4). Huber, Frauenfeld 1980, ISBN 3-7193-0751-4.
- (Hrsg.): Europa - ein Kontinent im Wandel. Schulthess, Zürich 1980, ISBN 3-7255-2082-8.
- (Hrsg.): Konflikte unserer Zeit - Konflikte der Zukunft. Schulthess, Zürich 1981, ISBN 3-7255-2146-8.
- (Mitautor): Die Schweiz und ihre Nachbarn. Sauerländer, Aarau 1981, ISBN 3-7941-2512-6.
- (Hrsg.): Managing international crises. Sage, Beverly Hills 1982, ISBN 0-8039-1849-6.
- (Hrsg.): Sicherheit durch Gleichgewicht. Schulthess, Zürich 1982, ISBN 3-7255-2213-8.
- (Hrsg.): Freie Welt: Bilanz und Ausblick. Schulthess, Zürich 1983, ISBN 3-7255-2284-7.
- (Hrsg.): Ost-West-Beziehungen. Analysen und Perspektiven. Rüegger, Diessenhofen 1985, ISBN 3-7253-0247-2.
- Die Organisation der Vereinten Nationen (UNO). Eine Einführung in 15 Vorlesungen (= Zürcher Beiträge zur politischen Wissenschaft, Bd. 15). Hrsg. u. redigiert von Dieter Ruloff. Rüegger, Grüsch 1990, ISBN 3-7253-0-380-0.